# Dominic Carmon
Dominic Carmon SVD (* 13. Dezember 1930 in Opelousas, Louisiana; † 11. November 2018) war ein US-amerikanischer Ordensgeistlicher und römisch-katholischer Weihbischof in New Orleans.

## Leben
Dominic Carmon trat der Ordensgemeinschaft der Steyler Missionare bei und empfing am 28. Januar 1962 die Priesterweihe.
Papst Johannes Paul II. ernannte ihn am 16. Dezember 1992 zum Weihbischof in New Orleans und Titularbischof von Rusicade. Der Erzbischof von New Orleans, Francis Schulte, spendete ihm am 11. Februar des nächsten Jahres die Bischofsweihe; Mitkonsekratoren waren Wilton Daniel Gregory, Weihbischof in Chicago, und Harry J. Flynn, Bischof von Lafayette. Am 13. Dezember 2006 nahm Papst Benedikt XVI. sein altersbedingtes Rücktrittsgesuch an.
Dominic Carmon engagierte sich für zahlreiche soziale Projekte und die Christen im Heiligen Land. 1993 wurde er von Kardinal-Großmeister Giuseppe Kardinal Caprio zum Großoffizier des Päpstlichen Ritterordens vom Heiligen Grab zu Jerusalem ernannt und am 18. September 1993 in New Orleans durch Großprior Francis Schulte in die Statthalterei USA Southeastern investiert.